# بانگ‌مرغ کلاه‌خودی
وانگای کلاه‌خودی (نام علمی: Euryceros prevostii) نام یک گونه از تیره وانگا است.